# Adolf Legis
Adolf Legis, także Adolf von Legis (ur. 29 listopada 1877 w Radłówku, zm. 21 maja 1939 w Poznaniu) – polski przedsiębiorca, bankowiec i konsul honorowy Królestwa Szwecji, odznaczony Pro Ecclesia et Pontifice (1927) i Krzyżem Oficerskim Orderu Odrodzenia Polski (1937).

## Życiorys
Legis pochodził z rodziny ziemiańskiej. Ukończył Gimnazjum św. Marii Magdaleny w Poznaniu. należał do armii ochotniczego Wojska Polskiego. Osiągnął stopień oficera rezerwy. Od 1921 był dyrektorem Banku Związku Spółek Zarobkowych w Łodzi, następnie został członkiem Zarządu centrali BZSZ w Poznaniu i wiceprezesem zarządu banku (1930–1939), członkiem rady głównej i przewodniczącym komisji rewizyjnej Związku Spółdzielni Rolniczych i Zarobkowo-Gospodarczych, wiceprezesem rady nadzorczej spółki akcyjnej „Herzfeld & Victorius” w Grudziądzu oraz prezesem rady nadzorczej Towarzystwa Schlosserowskiego w Ozorkowie, a także konsulem honorowym Szwecji.

### Życie prywatne
Legis był żonaty z Anną z domu Gilde (ur. 1889), z którą miał dwie córki, Krystynę (ur. 1908) i Annę (ur. 1910).

## Odznaczenia
- Pro Ecclesia et Pontifice (1927)[7]
- Krzyż Oficerski Orderu Odrodzenia Polski (1937)[8]